# Головна міська площа (Трогір)

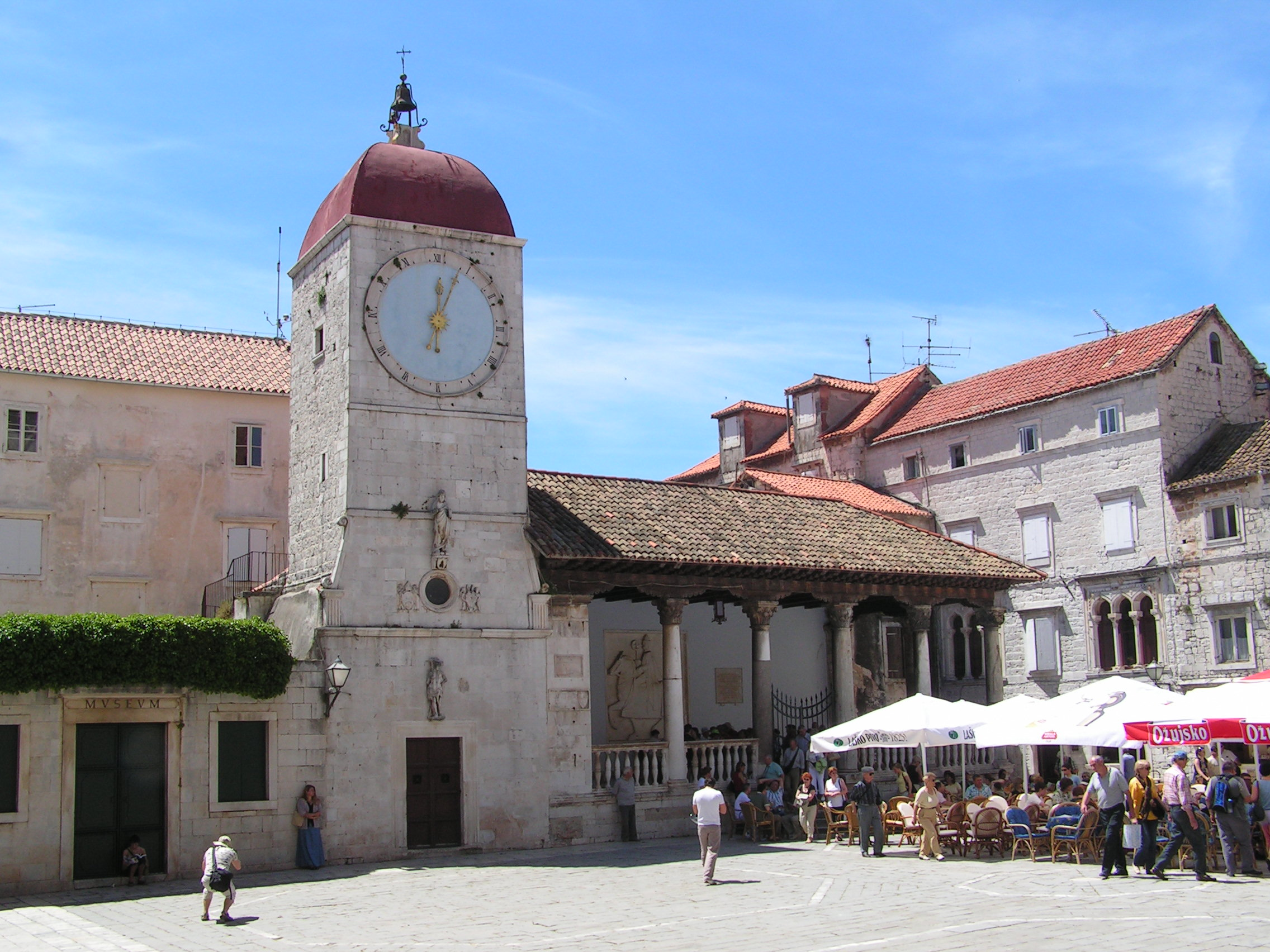
Вид на головну площу Трогіра із церквою Св. Себастіана, вежею з годинником та Міською лоджією

Головна́ міська́ пло́ща (хорв. Glavni gradski trg) — центральна площа у м. Трогірі (Хорватія).
Місто Трогір в епоху середньовіччя був забудований логічно з точки зору економічності. На доволі невелику просторі у період романіки і готики виросло місто із достатньо вузькими, тінистими вулицями, багатому на портики-навіси, які своїми арками з'єднували будівлі, що стояли одна проти одної, аби на невеликій території максимально використати кожний метр, пригодний для життя.
Таким чином, у східній частині міста, на місці колишнього римського форуму, у 1200 році, сформувалася широка як для трогірських розмірів центральна площа, на якій за порівняно недовгий період розмістились усі важливі релігійні і адміністративні будівлі, а також чудовий палац, резиденції видних патриціанських сімей Трогіра.
У північний частині площі знаходиться трогірський кафедральний собор Св. Лаврентія (Св. Ловро). Східну сторону площі оточує Князівський палац (пізніше Міська ратуша). З південної сторони над церквою Св. Себастіана височіє Міська вежа із годинником, а поряд з нею знаходиться Міська лоджія. Західну сторону площі облямовують два готичних палаццо патриціанського роду, Велике і Мале палаццо сімейства Чіпіко.
Площа була вимощена уже у III ст.. Відомо, що на площі стояла скульптура лицаря Роланда (Орландо), ймовірно, подібна тій, що знаходиться у Дубровнику. У статуті Трогіра згадується ганебний стовп. У центрі площі знаходився також так званий Ротний хрест, біля якого присягалися над Біблією.